# چیبوزور اوکونکوو
چیبوزور اوکونکوو (انگلیسی: Chibuzor Okonkwo؛ زادهٔ ۱۶ دسامبر ۱۹۸۸) بازیکن فوتبال اهل نیجریه است.
از باشگاه‌هایی که در آن بازی کرده‌است می‌توان به باشگاه فوتبال انیمبا اینترناسیونال اشاره کرد.
وی همچنین در تیم‌های ملی فوتبال زیر ۲۳ سال نیجریه و نیجریه، بازی کرده‌است.
وی در مسابقات کشوری و بین‌المللی در مجموع برندهٔ ۱ مدال نقره شده‌است.